# Kunstmuseum Ahrenshoop

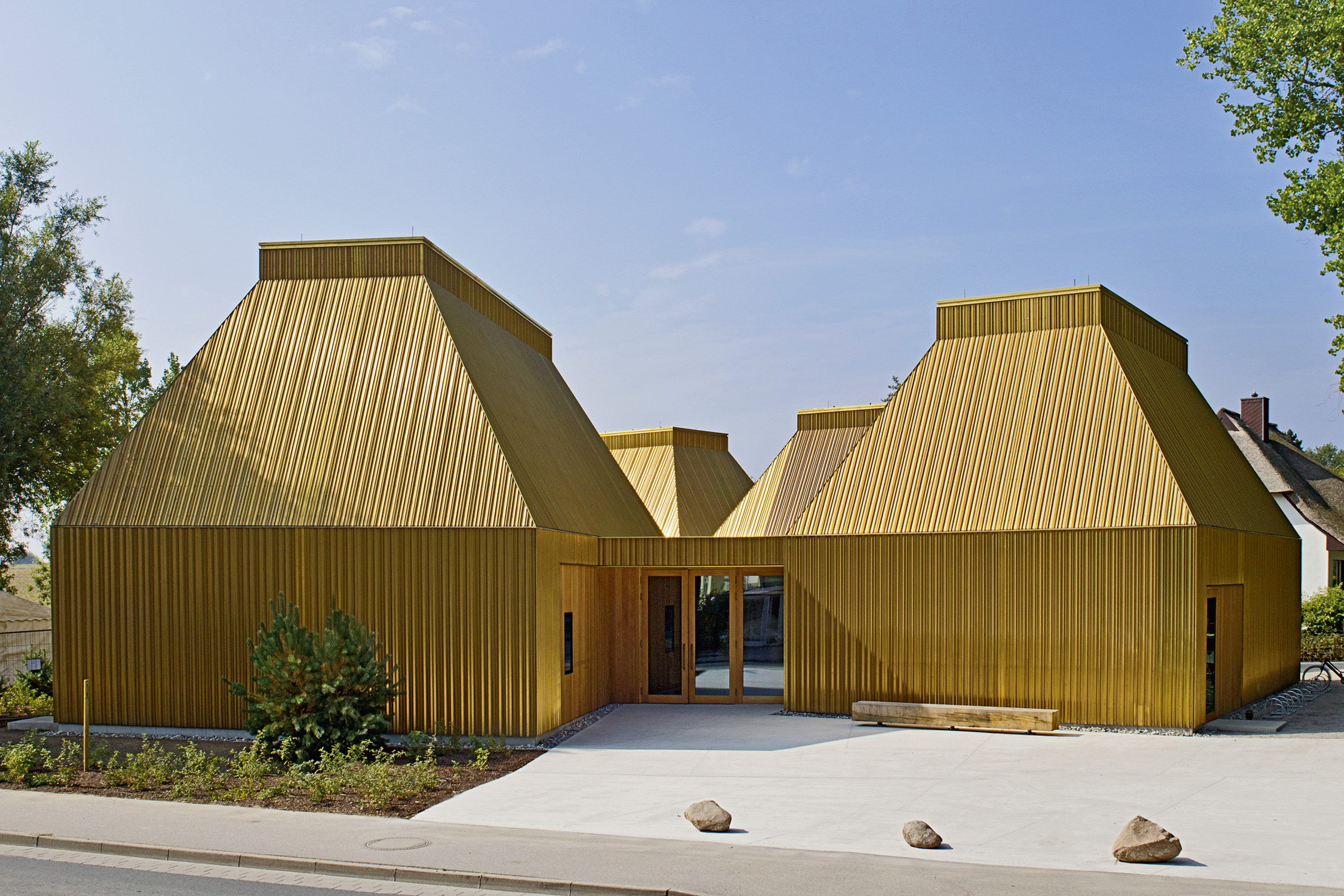
Das Kunstmuseum Ahrenshoop

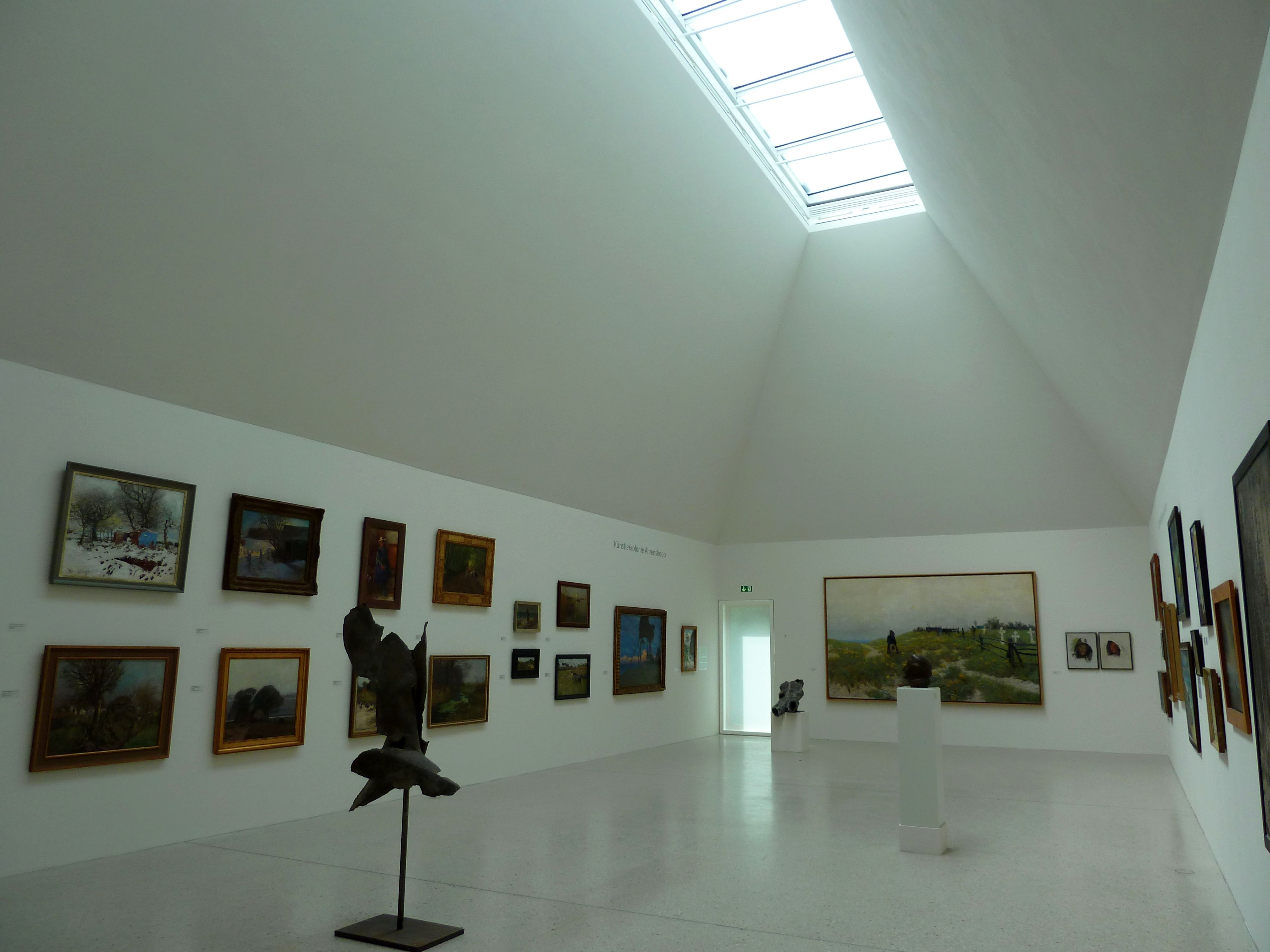
Ausstellungsraum

Das Kunstmuseum Ahrenshoop ist ein durch die Stiftung Kunstmuseum betriebenes Kunstmuseum in Ahrenshoop auf der Halbinsel Fischland-Darß-Zingst an der Ostsee, das am 30. August 2013 eröffnet wurde.

## Über das Museum
Es ist ein Privatmuseum, das aus bürgerschaftlichem Engagement von Stiftung und Freundeskreis hervorgegangen ist. Die Ausstellungen spiegeln die lange Tradition des Ortes Ahrenshoop als Künstlerkolonie wider und zeigen die politische, gesellschaftliche und künstlerische Entwicklung seit dem ausgehenden 19. Jahrhundert auf.
Präsentiert werden u. a. Werke von Elisabeth von Eicken, Paul Müller-Kaempff, Anna Gerresheim, Cesar Klein, Alfred Partikel, Ernst Wilhelm Nay, Karl Hofer, Edmund Kesting und Wolfgang Mattheuer. Das Kunstmuseum Ahrenshoop sieht seine Aufgabe darin, die Künstlerkolonie Ahrenshoop im Kontext der zeitgeschichtlichen Konstellationen, ihrer Errungenschaften und Verwerfungen in seiner deutsch-deutschen Geschichte wiederzuentdecken.
Zusätzlich zu den Ausstellungen organisiert das Kunstmuseum Ahrenshoop zahlreiche Veranstaltungen wie Führungen, Kunstvermittlungsprogramme, Lesungen und Konzerte.

## Geschichte

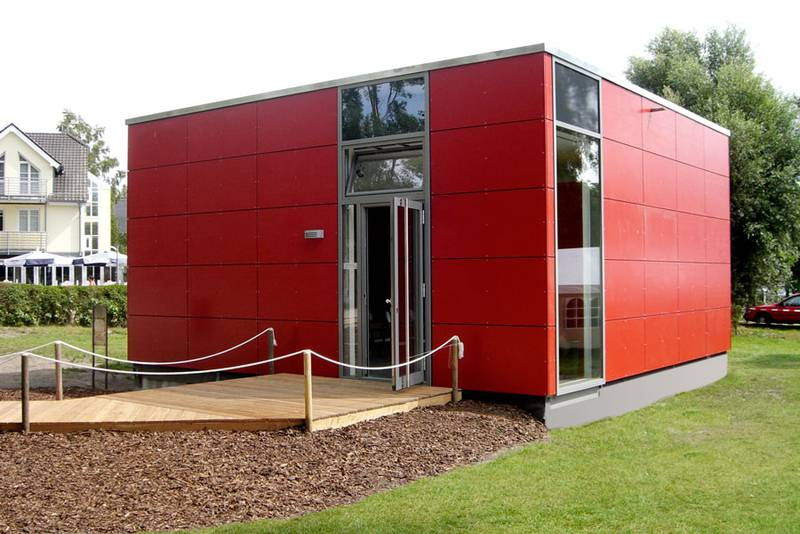
Infobox des Kunstmuseums Ahrenshoop

Auf Initiative des Unternehmers und Kunstmäzens Guenter Roese entstand im Jahr 2005 die Idee, in der Künstlerkolonie Ahrenshoop einen Ort der Erinnerungen und des lebendigen Austauschs fest zu etablieren. Am 15. August 2008 wurde die Infobox als Dokumentationszentrum des Projektes in Betrieb genommen. Wenig später fiel die Juryentscheidung auf den Entwurf von Volker Staab, Staab Architekten Berlin. Der Bau des Museums wurde zu 50 % durch Zuschüsse des Landes Mecklenburg-Vorpommern und mit 4 Millionen Euro Fördermitteln des EFRE unterstützt. Fünf Jahre später, am 16. August 2013, fand die erste Bürgerveranstaltung in Anwesenheit der Bundeskanzlerin Angela Merkel statt. Träger des Museums ist die Stiftung bürgerlichen Rechts „Stiftung Kunstmuseum Ahrenshoop“. Das Kunstmuseum Ahrenshoop finanziert sich aus erwirtschafteten Eigenmitteln, Fördergeldern, Spenden der Freunde und Stifter sowie mit Unterstützung des Fördervereins Kunstmuseum Ahrenshoop e. V.
Seit September 2024 nimmt die langjährige Kuratorin Dr. Katrin Arrieta die geschäftsführende Leitung des Museums wahr.

## Architektur
Ausgehend von der für die Region typischen Bauweise reetgedeckter Häuser, bildet das Kunstmuseum Ahrenshoop eine Gruppierung von fünf Museumskuben: von außen scheinbar Einzelhäuser, weithin sichtbar dank Messing-Tafeln, von innen verschmelzen diese jedoch zu einem Gesamtgebäudekomplex, der zahlreiche Möglichkeiten für verschiedene Ausstellungsdesigns bietet. Die Besonderheit hierbei sind u. a. die Tageslichträume mit Oberlicht, das durch integrierte Prismen eine Lichtverteilung bewirkt und als nahezu schattenfreies Raumlicht wahrgenommen wird. So ist das architektonische Konzept der Versuch einer Transformation dieses ländlichen Bautypus in eine zeitgemäße Museumsarchitektur.

## Sammlung
Die Stiftung verfügt zurzeit über mehr als 800 Gemälde, Grafikkonvolute und Skulpturen von Künstlern, die in Ahrenshoop oder in der nahen Küstenregion gelebt, gearbeitet oder wiederkehrend als Sommergäste gewirkt haben. Die museumseigenen Sammlungsbestände werden durch Leihgaben der Gemeinde Ahrenshoop und zahlreicher privater Stifter ergänzt.
In den Dauer- und Wechselausstellungen werden, neben Arbeiten aus der Gründergeneration der Künstlerkolonie Ahrenshoop, Werke der klassischen Moderne und zeitgenössischer Kunst präsentiert. Positionen einer gegenständlichen Kunst der 1920er bis 1940er Jahre bis hin zu Positionen der Kunst in der DDR und zeitgenössischen Werken verarbeiten die künstlerische Wahrnehmung einer bewegenden deutschen Geschichte und bilden schließlich die Brücke zur Gegenwart. Dieser Sammlungsbestand wird durch Ankäufe und Zustiftungen kontinuierlich erweitert. Die Besonderheit der Ahrenshooper Sammlung liegt in der Vielzahl anspruchsvoller Werke der deutschen Kunstgeschichte des späten 19. und des gesamten 20. Jahrhunderts, die bisher eine zu geringe Aufmerksamkeit fanden und deren Wiederentdeckung und Neubewertung im Zuge einer differenzierten Rückschau geboten erscheint.
Als Forschungszentrum verfügt das Museum über eine Spezialbibliothek und ein wachsendes Archiv zu den Themen der Künstlerkolonie und des Künstlerorts Ahrenshoop, welche auch externen Wissenschaftlern zur Verfügung stehen.

## Ausstellungsprogramm

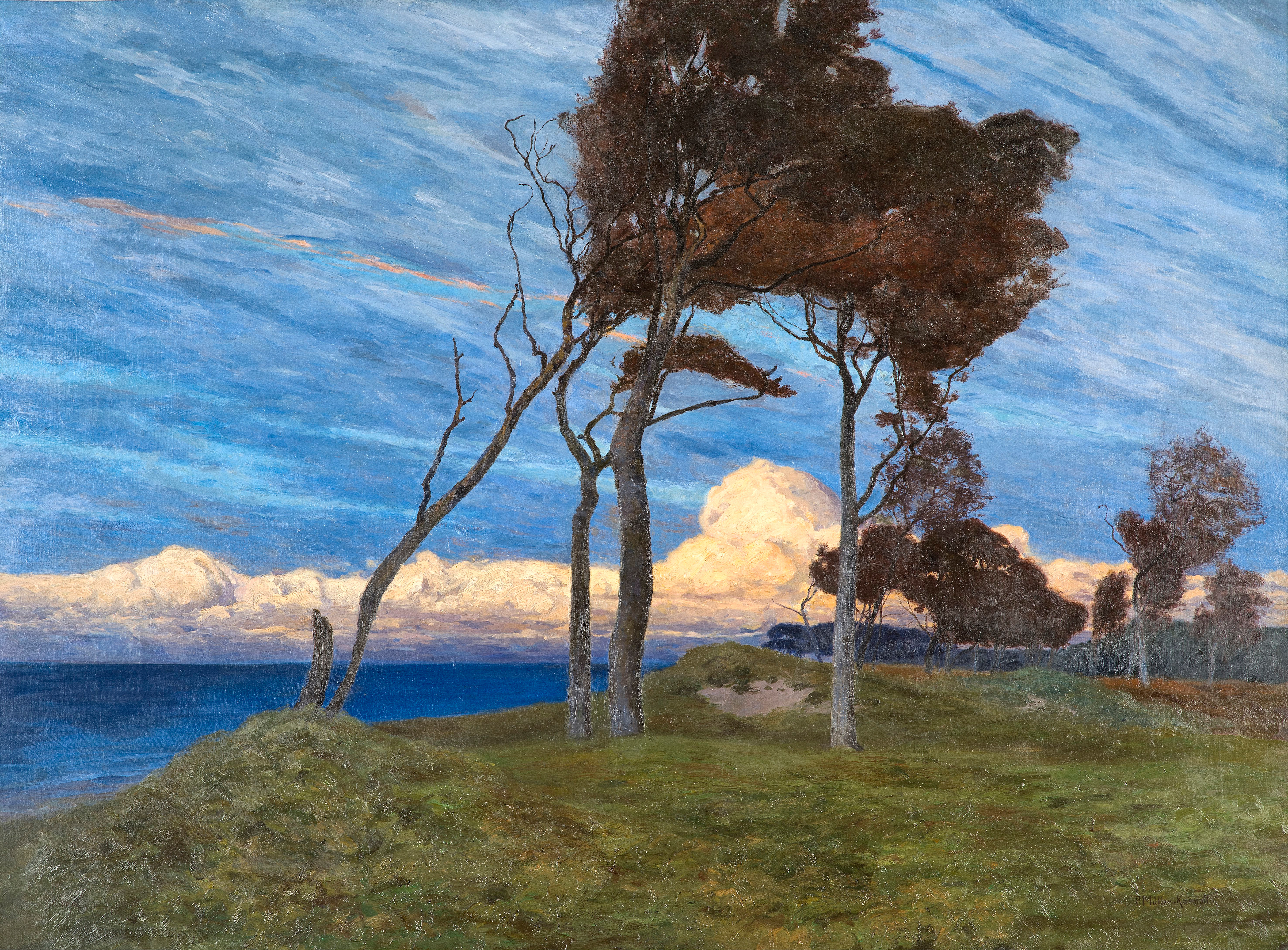
Müller-Kaempff: Abendstimmung am Darß, 1898

Dauerausstellung mit Werken der Künstlerkolonie, u. a.
- Elisabeth von Eicken, Frühling (um 1895)
- Paul Müller-Kaempff, Schifferfriedhof in den Dünen von Ahrenshoop (1893), Abendstimmung am Darß (1898)
- Cesar Klein, Ahrenshoop II – Am Hohen Ufer (1909)
- Alfred Partikel, Frühling (1934)
- Ernst Wilhelm Nay, Menschen in der Brandung II (1934)
- Hans Emil Oberländer, Die Dorfstraße von Ahrenshoop (Das Schulhaus) (1939)
- Karl Hofer, Fünf Figuren am Meer (1944)
- Edmund Kesting, Darßlandschaft in Gelb, Rot, Blau (1967)
- Wolfgang Mattheuer, Familie am Strand I (1964/1969)

Wechselausstellungen (vollständige Übersicht)
- „Blickwechsel Ahrenshoop – gestern und heute“ (30. März – 18. Mai 2014)
- „Das flüssige Element – Seestücke des 17. und 21. Jahrhunderts aus der SØR Rusche Sammlung Oelde/Berlin“ (25. Mai – 24. August 2014)
- „Kalte Morgenröte – Kunst im Bann des ersten Weltkrieges“ (31. August – 2. November 2014)
- „Die Kuh verstecken – Arbeiten auf Papier von Dieter Goltzsche“ (7. September – 2. November 2014)
- „Signale der Unruhe. Eine deutsche Begegnung.“ Mit Werken von u. a. Anselm Kiefer, Georg Baselitz, Karl Marx und Willi Sitte (9. November 2014 – 15. März 2015)
- „Rainer Fetting – Mauerstücke“ (9. November 2014 – 25. Januar 2015)
- „‚Aus meinem Augenfenster ...‘ Hommage an Thomas Brasch. Skulpturen, Malerei und Grafik von Alexander Polzin“ (1. Februar – 15. März 2015)
- „Sieben auf einen Streich – Die Malerei Cesar Kleins um 1909“ (22. März – 5. Juli 2015)
- „Mit Tübke am Strand – Leipziger Maler in Ahrenshoop“ (12. Juli – 25. Oktober 2015)
- „Hanns Schimansky – Parcours. Zeichnungen, Faltungen“ (1. November 2015 – 13. März 2016)
- „Hubertus von der Goltz – Gedankenwege. Balanceobjekte und Installationen“ (19. März – 6. Juli 2016)
- „Lyonel Feininger – Rügen, Ribnitz, Usedom. Reisen an die Ostsee von 1892 bis 1913“ (19. März – 17. Juli 2016)
- „‚Hier Kete!‘ – Selbst und Exotik im Werk von Kate Diehn-Bitt (1900–1978)“ (23. Juli – 23. Oktober 2016)
- „Waldemar Rösler (1882–1916) – Ein Secessionist am Meer“ (29. Oktober 2016 – 19. März 2017)
- „Joachim Böttcher – Malerei und Skulptur“ (29. Oktober 2016 – 19. März 2017)
- „Manfred Krug (1937–2016) – ‚Von nüscht kommt nüscht‘“ (4. Februar – 19. März 2017)
- „Licht, Luft, Freiheit – 125 Jahre Künstlerkolonie Ahrenshoop“ (25. März – 8. Oktober 2017)
- „Klassische Moderne in Ahrenshoop“ (25. März – 9. Juli 2017)
- „Egon Tschirch: Das Hohelied Salomos“ (25. März – 9. Juli 2017)
- „Michael Morgner – Existenzfiguren“ (25. März – 23. Juli 2017)
- „Ikemura und Nolde“ (15. Juli – 8. Oktober 2017)
- „Harald Metzkes: Der Ungeheuerte. Bilder vom Meer“ (15. Oktober 2017 – 11. März 2018)
- „Baumeister für die Kunst“ (14. Oktober 2017 – 18. März 2018)
- „Luftlinie“ – 28. Landesweite Kunstschau des Künstlerbundes Mecklenburg und Vorpommern e. V. im BBK (17. März – 29. April 2018)
- „Dora Koch-Stetter (1881–1968) – Ein Ahrenshooper Weltbild der Moderne“ (24. März – 2. September 2018)
- Inge-Lise Westman – Wo die Saatkrähen wenden. Malerei und Grafik (5. Mai – 26. August 2018)
- Nach dem nördlichen Eismeer zu sehe ich noch eine kleine Tür – Schiffswege von Künstlern und Literaten in Exel (1933–1941) (1. Dezember 2018 – 7. April 2019)
- Gerhard Marcks und Alfred Partikel – eine Künstlerfreundschaft in Ahrenshoop (13. April – 8. September 2019)
- also wird gemalt – Der Bauhäusler Fritz Kuhr (14. September – 23. November 2019)
- Hans Brass Retrospektive (30. November 2019 – 15. März 2020)
- Walter Libuda – Drei-Tage-Viertel. Malerei, Zeichnung, Objekt (28. Mai – 22. November 2020)
- Erne Wehnert – Unsere außergewöhnliche Lehrerin (30. September – 6. Dezember 2020)
- Margret Middell – Der Körper als Ereignis. Bronzen und Zeichnungen (29. November 2020 – 31. Juli 2021)
- Nah ans Wasser gebaut. Architektur-Ikonen und der Meeresspiegel (28. November 2020 – 19. September 2021)
- Karl Hagemeister – "... das Licht, das ewig wechselt" (7. August – 10. Oktober 2021)
- Elizabeth Shaw – Eine Wiederbegegnung in Ahrenshoop (3. Juli – 19. September 2021)
- Land in Sicht. Ankäufe des Landes Mecklenburg-Vorpommern 2018–2020 (25. September – 28. November 2021)
- Susanne Rast – Skulpturen (16. Oktober – 28. November 2021)
- Die Eicken – Oder: malen gegen männliche Vorurteile (5. Dezember 2021 – 19. Juni 2022)
- Paul Müller-Kaempf – Wolkenschatten (4. Dezember 2021 – 20. März 2022)
- Gertrud Kleinhempel – Wegbereiterin des modernen Gestaltens (9. April – 19. Juni 2022)
- Clemens Gröszer – Bühne des Lebens (25. Juni – 25. September 2022)
- Louise Rösler – Walter Kröhnke – Wustrow und weiter. Reiseschauplätze der 1930er Jahre (13. August – 27. November 2022)
- Der König von Ahrenshoop – Peter E. und die Kunst (1. Oktober 2022 – 23. März 2023)
- Christian Thoelke – Heartland. Malerei (3. Dezember 2022 – 2. April 2023)
- Juwelen der modernen Kunst auf dem Fischland und Darß (1. April – 15. Oktober 2023)
- Mail Art Ahrenshoop (1. April – 13. August 2023)
- Staab Architekten – 10 Jahre, 5 Orte, 5 Museen (1. April – 15. Oktober 2022)
- Hartwig Hamer – Vibrationen der Stille. Aquarelle, Zeichnungen, Radierungen (8. April – 15. Oktober 2023)
- Ob die Möwen manchmal an mich denken? – Die Vertreibung jüdischer Badegäste an der Ostsee (18. August – 3. Oktober 2023)
- Halle am Meer (21. Oktober 2023 – 7. April 2024)
- Sarah Schumann – Blickreisen nach Osten (13. April – 23. Juni 2024)
- Hugo Richter-Lefensdorf – Ein Maler der ersten Generation in Ahrenshoop (14. April – 23. Juni 2024)
- Der Stoff aus dem wir sind – Irdene Bildwerke der Gegenwart (29. Juni – 15. September 2024)
- Joachim Böttcher – Das zeichnerische Werk (22. September 2024 – 30. März 2025)
- Künstlerkolonie Nidden (21. September 2024 – 30. März 2025)
- Unterwegs – Malerei und Grafik von Christine Ebersbach und Wolfram Ebersbach (5. April – 22. Juni 2025)
- T. Lux Feininger. Moderne Romantik – Versuche einer archetypischen Szenerie (28. Juni – 5. Oktober 2025)
- Ruth Klatte – Zum 100. Geburtstag (12. Juli – 5. Oktober 2025)
- Hans Brass – Transformationen (11. Oktober 2025 – 29. März 2026)

## Auszeichnungen
- Landesbaupreis Mecklenburg-Vorpommern (2014)[4]
- Iconic Award (2014)
- GE Edison Award of Merit (2014)
- IALD Award of Merit (2015)
- Deutscher Lichtdesign-Preis (2015)
- AZ Awards, Canada „Winner Best Lighting Installations“ (2015)
- German Design Award „Winner Interior Architecture“ (2016)

## Veröffentlichungen (Auswahl)
- Der Katalog zur Sammlung des Kunstmuseum Ahrenshoop., Neue, aktualisierte Ausgabe, Ahrenshoop 2021, 304 Seiten, 263 Abbildungen, Hardcover
- Elizabeth Shaw (1920–1992): Eine Wiederbegegnung in Ahrenshoop, Katalog zur Ausstellung, hrsg. Kunstmuseum Ahrenshoop, 2018, 72 Seiten, ISBN 978-3-9821242-3-0
- Nah ans Wasser gebaut – Architekturikonen und der Meeresspiegel, Katalog zur Ausstellung, hrsg. Kunstmuseum Ahrenshoop, 2021, 68 Seiten, ISBN 978-3-9821242-2-3
- Hans Brass (1885–1959): Retrospektive, Katalog zur Ausstellung, Texte: Dr. Katrin Arrieta, Stefan Isensee, Sebastian Kleinschmidt, hrsg. Kunstmuseum Ahrenshoop, 2019, 108 Seiten
- „also wird gemalt“ der Bauhäusler Fritz Kuhr, zusammengestellt und erläutert von Hermann und Ute Famulla, Ahrenshoop 2019, 132 Seiten
- Gerhard Marcks und Alfred Partikel – Eine Künstlerfreundschaft in Ahrenshoop, Katalog zur Ausstellung, Text: Dr. Katrin Arrieta, hrsg. Kunstmuseum Ahrenshoop, 2019, 68 Seiten
- Jo Jastram im Gespräch, Ahrenshoop 2019, 68 Seiten, ISBN 978-3-9817987-9-1
- Sabine Zache – Malerei und Grafik von 1960 bis 2000, Ahrenshoop 2019, 128 Seiten, ISBN 978-3-00-062236-6
- „ … nach dem nördlichen Eismeer zu sehe ich noch eine kleine Tür.“ – Schiffswege von Künstlern und Literaten ins Exil (1933–1941), Katalog zur Ausstellung, Text: Dr. Kristine von Soden, hrsg. Kunstmuseum Ahrenshoop, 2018, 64 Seiten, ISBN 978-3-9817987-7-7
- Dora Koch-Stetter (1881–1968) – Ein Ahrenshooper Weltbild der Moderne, Katalog zur Ausstellung, hrsg. Kunstmuseum Ahrenshoop, 2018, 108 Seiten, ISBN 978-3-9817987-6-0
- Inge Lise Westman (* 1945) – Wo die Saatkrähen wenden, Broschüre zur Ausstellung, hrsg. Kunstmuseum Ahrenshoop, 2018, 20 Seiten
- Morgner am Meer, Katalog zur Ausstellung, hrsg. Kunstmuseum Ahrenshoop, 2017, 72 Seiten, ISBN 978-3-9817987-3-9
- Waldemar Rösler (1882–1916) – Ein Secessionist am Meer, Katalog zur Ausstellung, hrsg. Kunstmuseum Ahrenshoop, 2016, 80 Seiten, ISBN 978-3-9817987-2-2
- Joachim Böttcher – Malerei und Skulptur, Faltblatt zur Ausstellung mit 6 Abbildungen und einem Text von Dr. Katrin Arrieta, Herausgeber: Kunstmuseum Ahrenshoop
- „Hier Kete !“ Selbst und Exotik im Werk Kate Diehn-Bitts, Katalog zur Ausstellung, hrsg. Kunstmuseum Ahrenshoop, 2016, 80 Seiten, ISBN 978-3-9817987-1-5
- Lyonel Feininger – Rügen, Ribnitz, Usedom. Reisen an die Ostsee von 1892 bis 1913, Katatalog zur Ausstellung, Herausgeber: Kunstmuseum Ahrenshoop zusammen mit Moeller Fine Art Projects, The Lyonel Feininger Project, New York, Ahrenshoop 2016, 144 Seiten, Hardcover, ISBN 978-3-9817987-0-8
- Hanns Schimansky – Parcours. Zeichnungen, Faltungen, Katalog zur Ausstellung, hrsg. Kunstmuseum Ahrenshoop, 2015, 64 Seiten, ISBN 978-3-9816136-9-8
- Kunstmuseum Ahrenshoop – Architektur und Sammlung, dt./engl., hrsg. Kunstmuseum Ahrenshoop e. V., Ahrenshoop 2013, 72 Seiten, ISBN 978-3-9816136-2-9
- Kalte Morgenröte. Kunst im Bann des Ersten Weltkrieges, Katalog zur Ausstellung, hrsg. Kunstmuseum Ahrenshoop e. V., Ahrenshoop 2014, 80 Seiten, ISBN 978-3-9816136-4-3
- Die Kuh verstecken. Arbeiten auf Papier von Dieter Goltzsche, Ausstellung zum 80. Geburtstages von Dieter Goltzsche, Katalog zur Ausstellung, bearbeitet im Rahmen des Seminars „Kuratorische Praxis“, Kunsthistorisches Institut, Freie Universität Berlin, hrsg. Kunstmuseum Ahrenshoop e. V., 2014, 40 Seiten, ISBN 978-3-9816136-5-0
- Signale der Unruhe. Eine deutsche Begegnung, Katalog zur Ausstellung, hrsg. Kunstmuseum Ahrenshoop, 2014, 96 Seiten, ISBN 978-3-9816136-6-7
- Mit Tübke am Strand. Leipziger Maler in Ahrenshoop, Katalog zur Ausstellung, hrsg. Kunstmuseum Ahrenshoop, 2015, 80 Seiten, ISBN 978-3-9816136-8-1
- Ikemura und Nolde, Katalogbuch zur Ausstellung, Erschienen im Distanz Verlag Berlin, 112 Seiten, ca. 90 Farbabbildungen.